# ハリナ・ゴレツカ

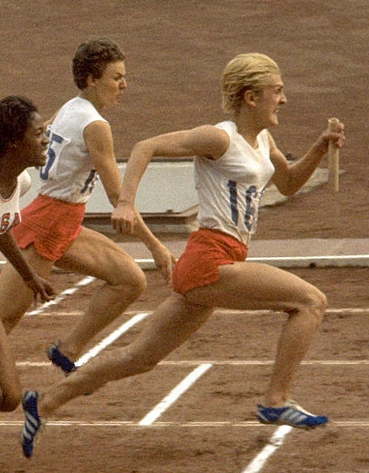
1964年東京オリンピックの4×100mリレーでエワ・クロブコフスカにバトンを渡すゴレツカ（左）

ハリナ・シルヴィア・ゴレツカ (ポーランド語: Halina Sylwia Górecka、(RichterまたはHerrmann)1938年2月4日- )は、ポーランド(西ドイツ)の陸上競技選手。オリンピックには1956年メルボルンオリンピックから1968年メキシコシティーオリンピックまで4大会連続出場し、1964年東京大会では金メダルを獲得。

## 経歴
ゴレツカは、2回目のオリンピックとなった1960年ローマ大会では、女子4×100mリレーに出場し、テレサ・ヴィチョレク、バルバラ・ヤニシェフスカ、ツェリーナ・イェショノフスカとともに、アメリカ、ドイツに次いで銅メダルを獲得した。
1964年東京オリンピック出場1ヶ月前の9月13日に、ポーランドのウッジにおいて、4×100mリレーで彼女のいたポーランドが44.2秒の世界新記録を樹立。オリンピックでも、テレサ・チェプラ、イレーナ・キルシェンステイン、エワ・クロブコフスカのメンバーで43.6秒の世界新記録を達成し、金メダルを獲得した。
ゴレツカは、1965年にポーランドから西ドイツに移住。1968年メキシコシティーオリンピックには西ドイツ代表として参加したがメダル獲得はならなかった。

## 主な実績
| 年   | 大会         | 場所             | 種目         | 結果 | 記録   |
| ---- | ------------ | ---------------- | ------------ | ---- | ------ |
| 1960 | オリンピック | ローマ(イタリア) | 4×100mリレー | 3位  | 45.0秒 |
| 1964 | オリンピック | 東京(日本)       | 100m         | 7位  | 11.8秒 |
| 1964 | オリンピック | 東京(日本)       | 100m         | 1位  | 43.6秒 |